# 35703 Лаф'яскайя
35703 Лаф'яскайя (35703 Lafiascaia) — астероїд головного поясу, відкритий 20 березня 1999 року.
Тіссеранів параметр щодо Юпітера — 3,561.